# 피시 (밴드)
피시(Phish)는 미국의 록 밴드이다.

## 내력
1983년 버몬트 대학교 학생이었던 트레이 아나스타시오, 마이크 고든, 제프 홀즈워스, 존 피시먼이 모여 밴드 활동을 시작했다. 1984년 봄 트레이가 대학을 자퇴했기 때문에 밴드는 일시적으로 활동을 멈추었다. 가을에 재결성하여 벌링턴 시내에 있는 바 Nectar's에서 첫 라이브를 실시했다. 1985년 9월 페이지 매코널이 합류한 뒤 1986년에 제프가 버몬트 대학교 졸업과 동시에 탈퇴 후 4인조 그룹으로서 개편된다. 1986년 초에 스튜디오 레코딩 앨범 White Tape를 발표하였다. 1989년에는 자체 제작의 첫 스튜디오 레코딩 Julia를 발표하고 라이브 공연장이나 통신 판매에서만 판매한다. 1992년 2월 일렉트라 레코드에서 메이저 첫 앨범 A Picture of Nector를 발매하였다. 1995년 봄에는 인터넷과 이메일 라이브 티켓의 직판 체제를 확립하였으며, 1997년에는 첫 유럽 투어를 하였다. 2004년, 웹사이트에 해체한다고 발표되었다. 2008년 10월 1일, 웹사이트에 다시 재결성한다고 발표되었다.